# Manuel Caetano de Sousa (1658-1734)

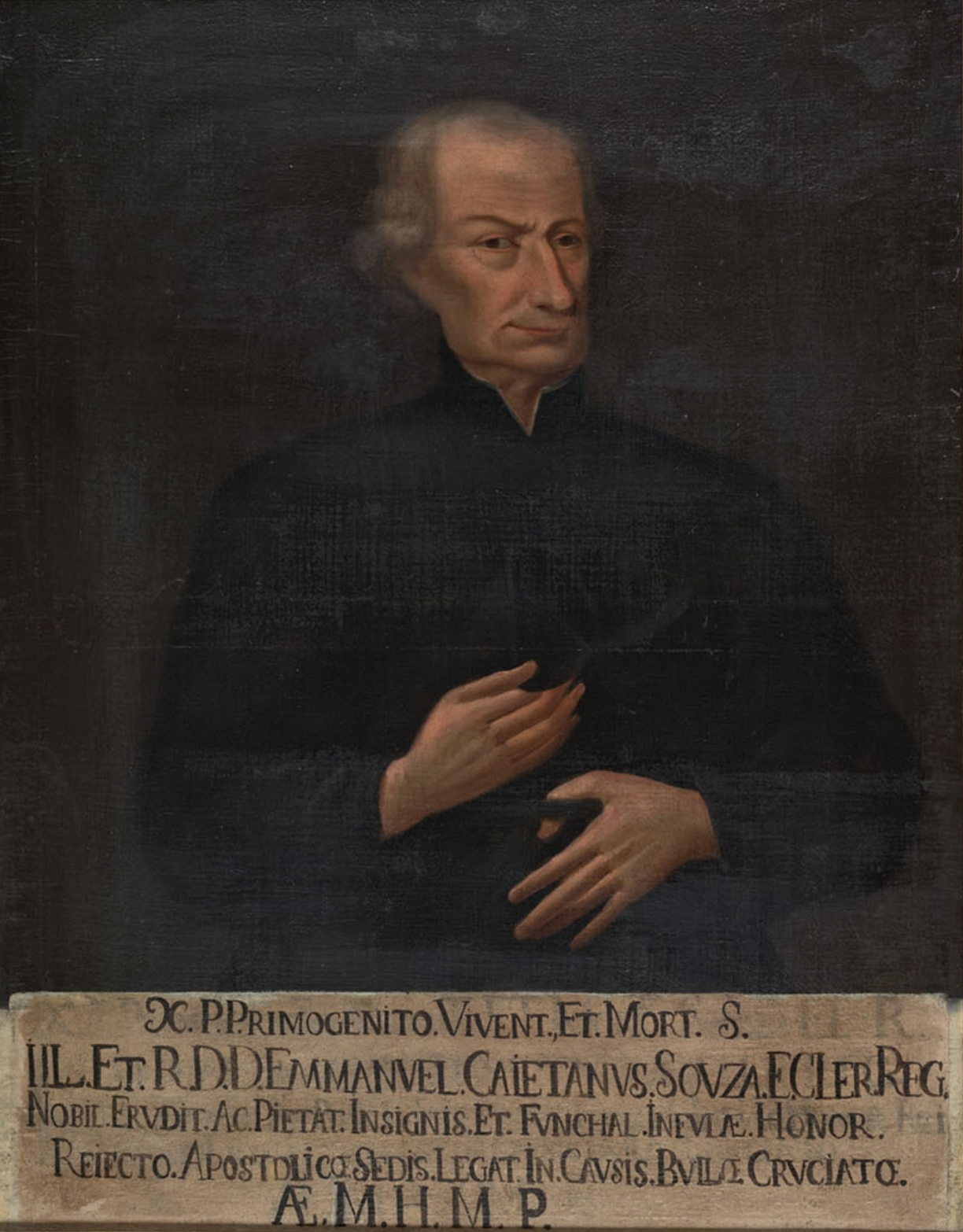
Manuel Caetano de Sousa.

Dom Manuel Caetano de Sousa (1658-1734) foi um religioso teatino português.
Foi eleito representante da sua comunidade religiosa ao Capítulo Geral da Ordem dos Clérigos Regulares, realizado em Roma, Itália, no ano de 1710. Sua viagem tinha como objetivo visitar as principais bibliotecas da cidade, aprendendo o que se fazia por lá em termos de Ciência Bibliotecária.